# Livinské Opatovce
Livinské Opatovce és un poble i municipi d'Eslovàquia que es troba a la regió de Trenčín.

## Història
La primera menció escrita de la vila es remunta al 1340.

## Demografia
| Godina             | 1994 | 2004   | 2014   | 2024    |
| ------------------ | ---- | ------ | ------ | ------- |
| Nombre de persones | 256  | 242    | 245    | 278     |
| Diferència         |      | −5,46% | +1,23% | +13,46% |

| Godina             | 2023 | 2024   |
| ------------------ | ---- | ------ |
| Nombre de persones | 276  | 278    |
| Diferència         |      | +0,72% |